# Canto de Calíope
Canto de Calíope es una extenso canto contenido en el libro VI  de La Galatea, novela de Miguel de Cervantes publicada en 1585 en Alcalá de Henares con el título de Primera parte de La Galatea, dividida en seis libros. En él la musa de la poesía se aparece a los pastores y esto sirve a Cervantes para introducir un canto en el que elogia a cien ingenios de la época. Nombra y alaba, por ejemplo, a Góngora, Lope de Vega, Alonso de Ercilla, Fray Luis de León, Francisco Díaz y muchos otros, hasta llegar a un total de cien intelectuales. Ingenios en este contexto significa básicamente poetas, y en el conjunto de La Galatea se trata de intelectuales que cultivaban la lengua castellana, haciéndola más refinada y culta respecto a otras lenguas tanto clásicas (especialmente, el latín) como vernáculas (principalmente, la variedad toscana del italiano).
En cuanto al tipo de poema, se trata de un encomio o elegía. Existe una gran tradición de encomios que contienen galerías de famosos y famosas, tanto clásicos como coetáneos. El Canto de Calíope presenta un centenar de ingenios coetáneos de Cervantes. Muchos de ellos tienen conexiones entre ellos de varios tipos. Uno de los posibles puntos de conexión entre estos ingenios es que gran número de estos poetas publicaron en castellano alrededor de la década de 1580, y algunas circunstancias de sus publicaciones indican posibles conexiones todavía no suficientemente exploradas por la crítica. No obstante, de un número substancial de ellos todavía no se conoce su biografía o sus escritos. Otro posible punto de contacto entre estos poetas es la participación durante los años 1580 en ciertos cenáculos, academias, círculos intelectuales donde se valoraban y cultivaban los cancioneros petrarquistas. Asimismo, se ha dicho que la pertenencia a importantes redes de clientelaje y mecenazgo de la década de los años 80 explicaría muchas de las conexiones entre estos cien señores.
La organización de los cien poetas dentro del canto es un tanto confusa, pero el mismo poema da algunas indicaciones de que el criterio de clasificatorio son los ríos de la ciudad donde son conocidos estos poetas. No obstante, la clasificación no es rigurosa. Por ejemplo, Cariasco de Figueroa es un ingenio canario, no peruano; Enrique Garcés era portugués, pero se le incluye como americano. Los dos últimos ingenios son los conocidos Pedro Laynez y Francisco de Figueroa, probablemente tienen ese lugar destacado porque son amigos de Miguel de Cervantes que tiene un papel muy destacado dentro de la ficción en La Galatea ya que son los pastores Damón y Tirsi. 
Otras galerías de famosas y famosos fueron el Canto de Orfeo de Montemayor, el Canto de Turia de Gaspar Gil Polo, el Canto de Erión de Gálvez de Montalvo, el Laurel de Apolo de Lope de Vega, el Viaje del Parnaso de Miguel de Cervantes, entre otros.

## Ingenios del "Canto de Calíope"

### Soldados-poetas
1) Don Alonso Martínez de Leiva (a. 1565- m. Irlanda 1588) (estrofa n. 3)
2) Alonso de Ercilla y Zúñiga (1533-94) (4)
3) Juan de Silva IV Conde de Portalegre  (5)
4) Diego [Santisteban] Osorio (6)
5) Francisco [López] de Mendoza [y Mendoza], Almirante de Aragón (7)
6) Diego de Sarmiento Carvajal (8)
7) Gutierre Carvajal (9)
8) Luis de Vargas [Manrique]

### Ingenios del río Tajo

#### Médicos-poetas[8]
9) Doctor Francisco de Campuzano (13)
10) Doctor Suárez de Sosa (14)
11) Doctor Baza o doctor Baca o Vaca (15)
12) Licenciado Daza (16), tal vez Dionisio Daza Chacón
13) Maestro Francisco de Garay (17)
14) Maestro Juan de Córdoba (18)
15) Francisco Díaz (19)
16) Luján (20). Un candidato ha sido Pedro de Luján
17) Juan de Vergara (cirujano y poeta) (21)

#### Posibles médicos-poetas[10]
18) Don Alonso de Morales (22)
19) Hernando de Maldonado (23)
20) Marco Antonio de la Vega (24)
21) Diego Mendoza de Barros (25)
22) Diego [González] Durán (26)

#### Varios
23) Gabriel López Maldonado (27)
24) Luis [Gálvez] de Montalvo (28)
25) Pedro de Liñán [de Riaza] (1556?-1607?) (29)
26) Don Alonso de Valdés (30)
27) Pedro de Padilla (31)
28) Gaspar Alfonso (32)
29) Cristóbal de Mesa (h. 1559-1633) (33)
30) Pedro de Ribera
31) Benito Caldera
32) Francisco de Guzmán
33) Capitán [Juan de] Salcedo [Villandrando]
34) Tomás de Gracián Dantisco
35) (Juan) Baptista de Vivar
36) Baltasar de Toledo
37) Lope de Vega

### Ingenios del Betis
38) Francisco Pacheco
39) Fernando de Herrera
40) Fernando de Cangas
42) [Maestro] Francisco de Medina
43) Baltasar del Alcázar
44) Cristóbal Mosquera de Figueroa (o de Moscoso)
45) Domingo de Becerra
46) Vicente Espinel
47) Jerónimo Sánchez de Carranza
48) Lázaro Luis Iranzo (o Liranzo)
49) Baltasar de Escobar
50) Juan Sanz de Zumeta
51) Juan de las Cuevas
52) Adan de Vivaldo
53) Don Juan de Aguayo
54) Juan Gutiérrez Rufo
55) Luis de Góngora
56) Gonzalo Cervantes Saavedra
57) Gonzalo Gómez de Luque

### Ingenios granadinos, vega del Darro
58) Gonzalo Mateo de Berrío (¿- 1609)
59) Luis Barahona de Soto

### Ingenios americanos, Nueva España y el Perú
60) Francisco de Terrazas
61) Diego Martínez de Ribera
62) Alonso Picado
63) Alonso de Estrada, tal vez este Alonso de Estrada
64) Juan Dávalos de Ribera (Lima 1553- Pisco en Ica 1622)
65) Sancho de Ribera
66) Pedro de Montesdoca
67) Diego de Aguilar [y Córdoba]
68) Gonzalo Fernández de Sotomayor
69) Enrique Garcés
70) Rodrigo Fernández de Pineda
71) Juan de Mestanza y de Ribera
72) Baltasar de Orena
73) Pedro de Alvarado

### Ingenios canarios, la isla de Gran Canaria
74) Bartolomé Cairasco de Figueroa

### Ingenios salamantinos, la vega del río Tormes
75) Damián de Vega
76) Francisco Sánchez, El Brocense (1523-1600)
77) Francisco de las Cuevas, o Francisco de la Cueva y Silva (1550-1621)
78) Fray Luis de León
79) Matías de Zúñiga

### Ingenios vallisoletanos, la vega del río Pisuerga
80) Damasio de Frías
81) Andrés Sanz de Portillo
82) Pedro Sanz de Soria
83) Jerónimo de Lomas Cantoral
84) Hierónimo Vaca y de Quiñones, o Jerónimo Quiñones Vaca (¿- 1595)

### Ingenios aragoneses, la vega del río Ebro
85) Lupercio Leonardo de Argensola
86) Bartolomé Leonardo de Argensola
87) Cosme Pariente 
88) Fray Diego Morillo(o Murillo)

### Ingenios valencianos, la vega del río Turia
89) Don Juan Coloma
90) Don Pedro Luis Garcerán de Borja, I Marqués de Navarrés, (Segorbe, 1528- Barcelona, 20 de marzo de 1592) 
91) Don Alonso Girón y Rebolledo
92) Doctor Falcon, Jaime Juan Falcón
93) Micer Artieda, Andrés Rey de Artieda
94) Gaspar Gil Polo (h. 1540-h. 1584)
95) Cristóbal de Virués (1550-d. 1614)
96) Silvestre de Espinosa
97) García Romero
98) Fray Pedro de Huete

### Damón y Tirsi
99) Pedro Laynez
100) Francisco de Figueroa

## Ediciones deLa Galatea(con aparato crítico acompañando el Canto de Calíope)
- La Barrera, Cayetano A de, ed. 1863. Obras completas de Cervantes: Tomo II: Libros V y VI deLa Galatea, Relación de fiestas de Valladolid en 1605, Carta a don Diego de Astudillo. Madrid: Rivadeneyra.
- Fitzmaurice Kelly, James, ed. 1903. Complete Works of Miguel de Cervantes Saavedra Volume II. Gowans & Gray.
- Schevill, Rodolfo y Adolfo Bonilla, ed. 1914. La Galatea. De Miguel de Cervantes. 2 vol. Madrid: Imprenta de Bernardo Rodríguez.
- Avalle-Arce, Juan Bautista, ed. 1961. La Galatea. De Miguel de Cervantes. Madrid: Espasa-Calpe.
- López Estrada, y Mª Teresa López García Berdoy, ed. 1995. La Galatea. Madrid: Cátedra.
- Montero, Juan, Francisco J. Escobar, y Flavia Gherardi, ed. 2014. La Galatea. Madrid: Real Academia Española.
- Adrián J. Sáez, ed. 2016. Poesías. De Miguel de Cervantes. Madrid: Cátedra. [Esta edición contiene un nutrido elenco de otras ediciones del Canto de Calíope, pp. 96-97]